# Dagestan

Mapa polityczna Kaukazu

Dagestan

Dagestan (ros. Дагестан, Dagestan), Republika Dagestanu (ros. Респу́блика Дагеста́н, Riespublika Dagiestan) – autonomiczna, wieloetniczna republika wchodząca w skład Federacji Rosyjskiej.

## Nazwa
Słowo Daghistan lub Daghestan (داغستان) jest złożeniem tureckiego dağ (góra) i perskiego stan (kraj).

## Geografia
Republika graniczy z Kałmucją na północy, Krajem Stawropolskim na północnym zachodzie, Czeczenią i Gruzją na zachodzie i Azerbejdżanem na południu. Leży nad Morzem Kaspijskim. Stolicą Dagestanu jest Machaczkała.

## Strefa czasowa
Od 2014 r. Dagestan należy do moskiewskiej strefy czasowej (MSK). UTC +3:00 przez cały rok. Wcześniej, przed 27 marca 2011 roku, na terenie republiki obowiązywał czas standardowy (zimowy) strefy UTC+3:00, a czas letni – UTC+4:00.

## Demografia
Dagestan zamieszkuje ok. 3,1 mln mieszkańców (2021), tworząc prawdziwą mozaikę etniczną: wyróżnia się tu zwykle 36 autochtonicznych narodowości, z których 12 posiada oficjalny status narodów. Poza nimi istnieją duże liczebnie społeczności Azerów i Rosjan. Ludność Dagestanu posługuje się językami należącymi do trzech różnych rodzin językowych.
Struktura narodowościowo-językowa przedstawia się następująco:
- narody mówiące językami nach-dagestańskimi:
  - Awarowie – ok. 777,8 tys. osób (27,6% mieszkańców republiki)
  - Dargijczycy – ok. 432,5 tys. (16,1%)
  - Lezgini – 350,7 tys. (13%)
  - Lakowie – 152,9 tys. (4,9%)
  - Tabasaranowie – 200,6 tys. (6,5%)
  - Rutulowie – 30,2 tys. (1,0%)
  - Agulowie – 30 tys. (1,0%)
  - Cachurzy – 9,1 tys. (0,4%)
  - Czeczeni – 96,3 tys. (3,6%) – wielu spośród nich to uciekinierzy z Czeczenii, którzy przybyli do Dagestanu po wojnie w Czeczenii; jeszcze w 1994 r. było ich tylko 62 tys.

- narody mówiące językami tureckimi:
  - Kumycy – 367,5 tys. (12,9%)
  - Azerowie – 88.3 tys. (3.3%)
  - Nogajowie – 33,4 tys. (1,6%)

- narody mówiące językami indoeuropejskimi:
  - Rosjanie – 100,6 tys. (3,2%)
  - Tatowie oraz Żydzi górscy – 10,8 tys. (ok. 0,3% ludności republiki).

Poza tym w mniejszej liczbie obecni są także Ukraińcy, Białorusini, Ormianie, Osetyjczycy oraz mniejsze wspólnoty językowo-kulturowe, których status jest sporny.
Głównymi językami Dagestanu są rosyjski (urzędowy), kumycki oraz awarski (język największego narodu dagestańskiego). Dziewięć języków Dagestanu pełni funkcję języków literackich, cztery (rutulski, agulski, cachurski oraz tacki) nie wykształciły normy literackiej.

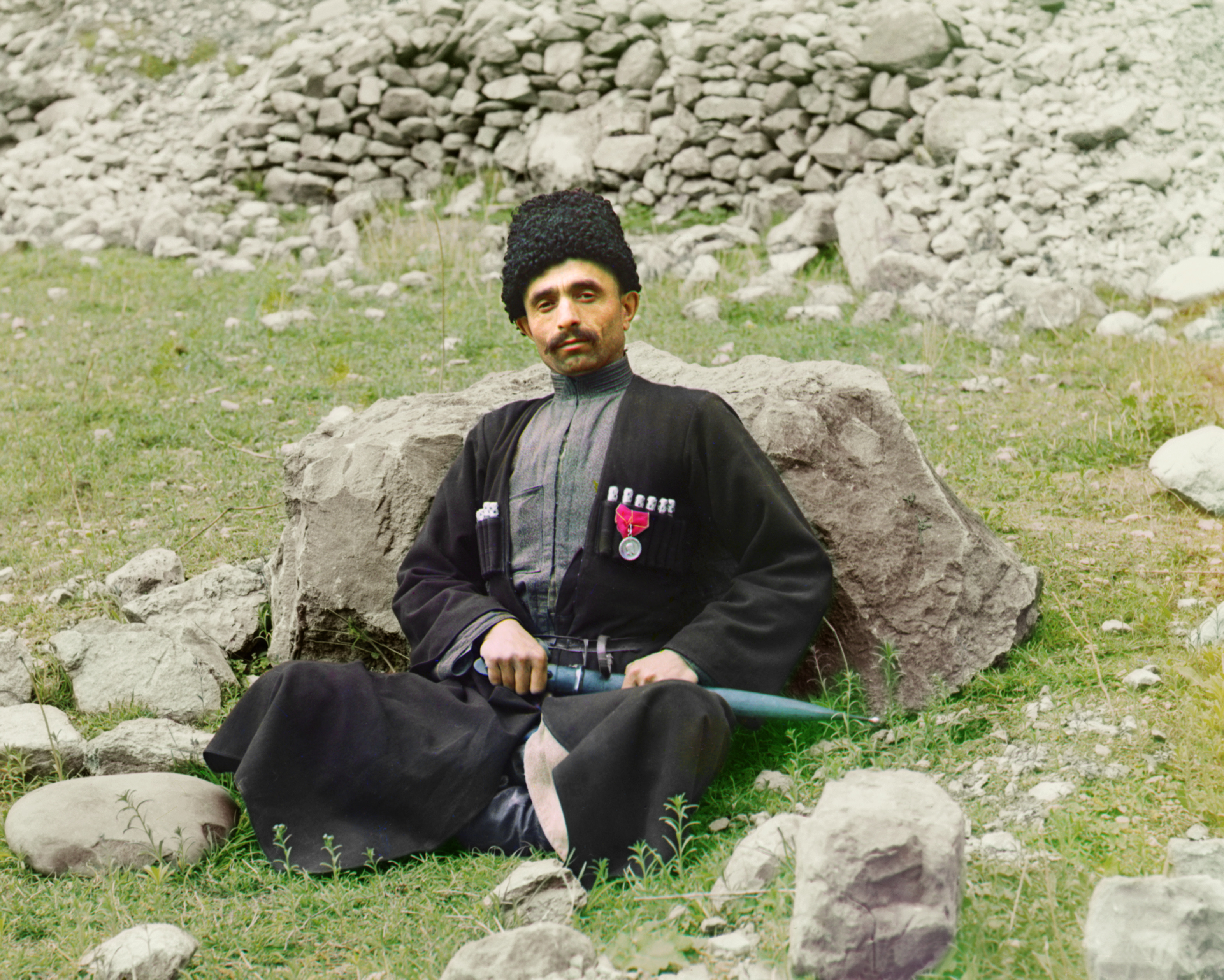
Mieszkaniec Dagestanu w tradycyjnym stroju (zdjęcie z początku XX wieku)

## Historia
- 1804-1813 – IV wojna rosyjsko-perska
- 1813 – Rosyjsko-Perski traktat pokojowy w Gulistanie, na mocy którego Persja oddała Rosji tereny: dzisiejszego Dagestanu, wschodniej Gruzji, większość Azerbejdżanu i część północnej Armenii.
- 1826-1828 – V wojna rosyjsko-perska
- 1828 – Rosyjsko-Perski Traktat Turkmenchajski, na mocy którego Persja oddała Rosji tereny: Armenii, południe Azerbejdżanu, Nachiczewanu, prowincja Iğdır
- 1828 – utworzono Imamat Kaukaski obejmujący tereny Dagestanu, Czeczeni i części Ingiszetii, w celu walki z Rosją.
- 1860 – po upadku Imamatu, na terenie Dagestanu, ukazem cara Aleksandra II utworzono Obwód dagestański i Obwód terecki.
- 1917 – Specjalny Komitet Zakaukazki utworzył Komisariat Specjalny do zarządzania Dagestanem.
- 1917 – utworzono Związek Zjednoczonych Ludów Gór Północnego Kaukazu i Dagestanu, który powołał Tymczasowy Rząd Terecko-Dagestański.
- 1918 – utworzona Terecka Republika Radziecka
- 1920 – Bolszewicka Operacja kubańsko-noworosyjska.
- 1921 – utworzona Dagestańska Autonomiczna Socjalistyczna Republika Radziecka, należąca do Federacji Rosyjskiej.
- 1927 – rozpoczęto nadawanie programów radiowych i budowę pierwszego lotniska.
- 1927-1928 – założono pierwsze kołchozy.
- 1931 – w Machaczkale utworzono Uniwersytet Dagestański.
- 1970 – podczas trzęsienia ziemi uległo zniszczeniu prawie 280 miejscowości.
- 1991 – według nowego statusu autonomii zmiana nazwy na Republika Dagestanu.
- 1999 – Inwazja Czeczenów na Dagestan odparta przez Rosję[4].
- 2022 – protesty dagestańskich demonstrantów, przeciwnych mobilizacji poborowych na wojnę[5].

## Prezydenci Dagestanu
- Magomedali Magomiedow (1994–2006)
- Muchu Alijew (2006–2010)
- Magomiedsałam Magomiedow (2010–2013)
- Ramazan Abdulatipow (2013–2017)
- Władimir Wasiljew (2017–2020)
- Siergiej Mielikow (od 2020)

## Religia
Zdecydowana większość mieszkańców to wyznawcy islamu (sufizm). W ostatnich latach odnotowuje się konflikty na tle religijnym spowodowane pojawieniem się w połowie lat 90. i rozprzestrzenianiem się wahhabizmu.

## Gospodarka
W 2000 największy udział w gospodarce Dagestanu miało rolnictwo (35% – Dagestan jest najmniej zurbanizowaną republiką na Kaukazie), a następnie budownictwo (26%) i przemysł (24%).
Ze względu na 400 km linii brzegowej roponośnego Morza Kaspijskiego Dagestan ma ogromne znaczenie strategiczne dla Rosji.

## Transport
Przez republikę przechodzą linie komunikacyjne z Azerbejdżanu oraz rurociąg tłoczący kaspijską ropę do Noworosyjska nad Morzem Czarnym poprzez terytorium Czeczenii.
Tablice pojazdów zarejestrowanych w Dagestanie mają oznaczenie 05 w prawym górnym rogu nad flagą Rosji i literami RUS.